# Мідленд (округ, Техас)
Шаблон:StateAbbr_ 31°53′ пн. ш. 102°01′ зх. д. / 31.89° пн. ш. 102.02° зх. д.
Округ Мідленд (англ. Midland County) — округ (графство) у штаті Техас, США. Ідентифікатор округу 48329.

## Історія
Округ утворений 1885 року.

## Демографія
За даними перепису 2000 року загальне населення округу становило 116009 осіб, зокрема міського населення було 100757, а сільського — 15252. Серед мешканців округу чоловіків було 56032, а жінок — 59977. В окрузі було 42745 домогосподарств, 30935 родин, які мешкали в 48060 будинках. Середній розмір родини становив 3,21.
Віковий розподіл населення поданий у таблиці:
| Стать    | До 15 років | 15-21 | 22-29 | 30-39 | 40-49 | 50-65 | 65-85 | Понад 85 |
| -------- | ----------- | ----- | ----- | ----- | ----- | ----- | ----- | -------- |
| Чоловіки | 14614       | 6320  | 5218  | 7504  | 9298  | 7387  | 5271  | 420      |
| Жінки    | 14066       | 6455  | 5633  | 8236  | 9768  | 8044  | 6734  | 1041     |

## Суміжні округи
- Мартін — північ
- Гласскок — схід
- Рейган — південний схід
- Аптон — південь
- Ектор — захід
- Ендрюс — північний захід

## Виноски
1. ↑  U.S. Decennial Census. United States Census Bureau. Архів оригіналу за 19 липня 2018. Процитовано 4 травня 2015.
2. ↑  Texas Almanac: Population History of Counties from 1850–2010 (PDF). Texas Almanac. Архів оригіналу (PDF) за 19 квітня 2015. Процитовано 4 травня 2015.
3. ↑  State & County QuickFacts. The County Information Program, Texas Association of Counties. Архів оригіналу за 15 вересня 2015. Процитовано 23 січня 2017.(англ.) Наведено за англійською вікіпедією.
4. ↑  American FactFinder. Бюро перепису населення США. Архів оригіналу за 26 лютого 2012. Процитовано 31 січня 2008.

| США | Це незавершена стаття з географії США. Ви можете допомогти проєкту, виправивши або дописавши її. |